# Symetrická šifra

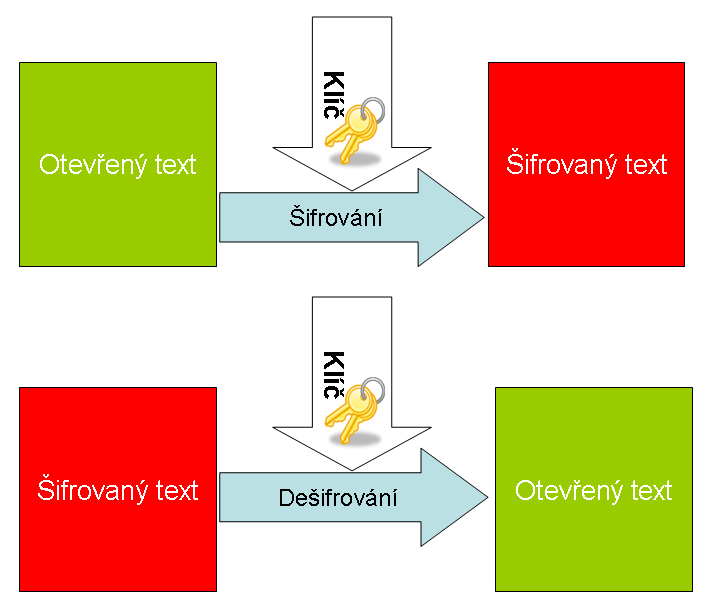
Šifrování a dešifrování pomocí jediného klíče

Symetrická šifra, někdy též nazývaná konvenční, je v informatice šifrovací algoritmus, který používá k šifrování i dešifrování jediný klíč. Tím se liší od asymetrické kryptografie, která používá dvojici klíčů, z nichž jeden je veřejný.
Výhodou symetrických šifer je jejich nízká výpočetní náročnost. Algoritmy pro šifrování s veřejným klíčem mohou být i stotisíckrát pomalejší. Nevýhodou je nutnost sdílení tajného klíče, takže si odesilatel a příjemce šifrované zprávy musí předem klíč předat bezpečným způsobem.

## Použití
Symetrické šifry se často používají společně s asymetrickými. Obvyklé použití je takové, že otevřený text se zašifruje symetrickou šifrou s náhodně vygenerovaným klíčem. Tento symetrický klíč se zašifruje veřejným klíčem asymetrické šifry, takže dešifrovat data může pouze majitel tajného klíče dané asymetrické šifry.

## Rozdělení
Symetrické šifry se dělí na dva druhy. Proudové šifry zpracovávají otevřený text po jednotlivých bitech. Blokové šifry rozdělí otevřený text na bloky stejné velikosti a doplní vhodným způsobem poslední blok na stejnou velikost. U většiny šifer se používá blok o 64 bitech, AES používá 128 bitů.

### Blokové šifry
- AES
- Blowfish
- DES
- GOST
- IDEA
- RC2
- RC5
- Triple DES
- Twofish
- Skipjack

### Proudové šifry
- FISH
- RC4

## Kryptografické primitivy založené na symetrických šifrách
Symetrické šifry jsou často používány k dosažení jiných kryptografických primitiv než jen šifrování. Šifrování zprávy nezaručuje, že tato zpráva se při šifrování nezmění. Z tohoto důvodu se často autentizační kód zprávy přidá do šifrovaného textu, aby se zajistilo to, že změny v šifrovaném textu budou přijímačem rozpoznatelné.
Ověřovací kódy zpráv mohou být vyrobeny ze symetrických šifer (např. CBC-MAC). Symetrické šifry nemohou být použity k jiným účelům než k ověřování originality dat, byť s vysokou jistotou.

## Generování klíčů
Pro šifrování relace jsou použity symetrické šifrovací klíče. Při jejich generování jsou použity pseudonáhodné klíčové generátory. Avšak nedostatečná přítomnost náhody při generování, nebo při inicializaci jejich vektorů může vést až k prolomení šifry. Proto je nezbytné, aby pro jejich inicializaci byl použit zdroj vysoké entropie (míry neuspořádanosti).

## Bezpečnost symetrických šifer
Symetrické šifry byly v minulosti náchylné k útokům KPA (anglicky known-plaintext attack), což je útok, kdy má útočník k dispozici jak nešifrovaný text, tak i jeho šifrovanou verzi. Ty mohou být použity k dalšímu dešifrování, či k odhalení klíče. Dalším útokem je CPA (anglicky chosen plaintext attack) Útočník může vzít svůj vlastní, otevřený (nezašifrovaný) text a zašifrovat ho. Získá tak odpovídající šifrovaný text, pomocí něhož může určit vlastnosti šifrovacího algoritmu. Účelem tohoto útoku je získat veškeré informace o šifrované zprávě nebo šifrovacím klíči. Další cílený útok je diferenciální kryptoanalýza, která hledá rozdíly mezi vstupy a výstupy šifer. Lineární kryptoanalýza pak hledá lineární závislosti (aproximace) k jednotlivým akcím šifer.